# Podaljšana petstrana girobirotunda
| Podaljšana petstrana girobirotunda | Podaljšana petstrana girobirotunda              |
| ---------------------------------- | ----------------------------------------------- |
|                                    |                                                 |
| Vrsta                              | Johnsonovo telo J42-J43-J44                     |
| Stranske ploskve                   | 10+10 trikotnikov 10 kvadratov 2+10 petkotnikov |
| Oglišča                            | 40                                              |
| Robovi                             | 80                                              |
| Konfiguracija oglišča              | 20(3.42) 2.10(3.5.3.5)                          |
| Grupa simetrije                    | D5d                                             |
| Dualni polieder                    | -                                               |
| Lastnosti                          | konveksna                                       |
| Slika oglišč                       |                                                 |

Podaljšana petstrana girobirotunda je eno izmed Johnsonovih teles (J43). Kot že njegovo ime kaže, ga lahko dobimo s pomočjo podaljševanja "petstrane girobirotunde" ali ikozidodekaedra tako, da dodamo desetstrano prizmo med njegovi skladni polovici. Z vrtenjem petstrane rotunde (J6) za 36º preden vstavimo prizmo, dobimo podaljšano petstrano ortobirotundo (J42).
V letu 1966 je Norman Johnson (rojen 1930) imenoval in opisal 92 teles, ki jih imenujemo Johnsonova telesa.

## Prostornina in površina
Naslednja izraza za prostornino (V) in površino (P) sta uporabna za vse stranske ploskve, ki so pravilne in imajo dolžino roba 1 
{\displaystyle V={\frac {1}{6}}(45+17{\sqrt {5}}+15{\sqrt {5+2{\sqrt {5}}}})a^{3}\approx 21,5297...a^{3}}
{\displaystyle P=10+{\sqrt {30(10+3{\sqrt {5}}+{\sqrt {75+30{\sqrt {5}}}}}})a^{2}\approx 39,306...a^{2}}.